# Août 2009 aux États-Unis
Les évènements de l'année 2009 aux États-Unis.
2007 aux États-Unis - 2008 aux États-Unis - 2009 aux États-Unis - 2010 aux États-Unis - 2011 aux États-Unis
 2007 par pays en Amérique - 2008 par pays en Amérique - 2009 par pays en Amérique - 2010 par pays en Amérique - 2011 par pays en Amérique 
Janvier - Février - Mars - Avril - Mai - Juin - Juillet - Août  -- Septembre - Octobre - Novembre - Décembre

## Chronologie

### Jeudi6 août 2009
- Sonia Sotomayor est confirmée par le Sénat comme juge assesseure de la Cour suprême.

### Mardi25 août 2009
- Mort peu avant minuit du « lion du Sénat » Edward Moore Kennedy, avec un grand hommage de la classe politique.